# Megalithanlagen von Hjelmsømagle

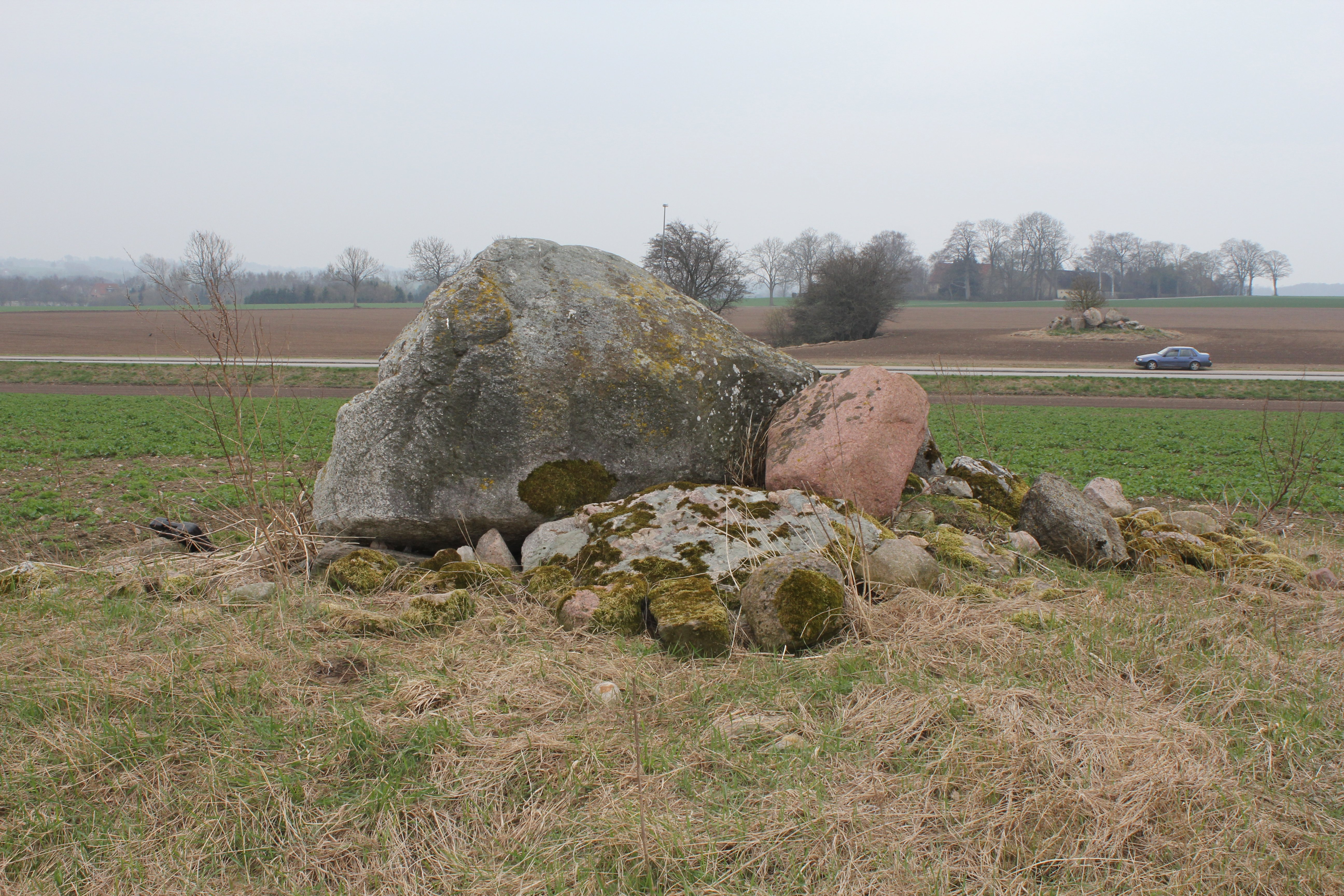
Dolmen von Hjelmsømagle – das Ganggrab im Hintergrund

Die Megalithanlagen von Hjelmsømagle liegen beiderseits des Haslevvej (Straße 269) im Weiler Sneslev, südöstlich von Ringsted auf der dänischen Insel Seeland. Die Megalithanlagen stammen aus der Jungsteinzeit etwa 3500–2800 v. Chr. und sind Anlagen der Trichterbecherkultur (TBK).

## Ganggrab
Das stärker gestörte Ganggrab (dänisch Jættestue) liegt im Feld westlich der Straße. Es besteht aus fünf Steinen im Westen (drei in situ), 3,5 Steine im Osten (einer in situ) zwei umgestürzten Steinen im Norden, sowie 2,5 Decksteinen. Der angegrabene Hügel misst etwa 8,0 × 6,0 m.

Ganggrab von Hjelmsømagle
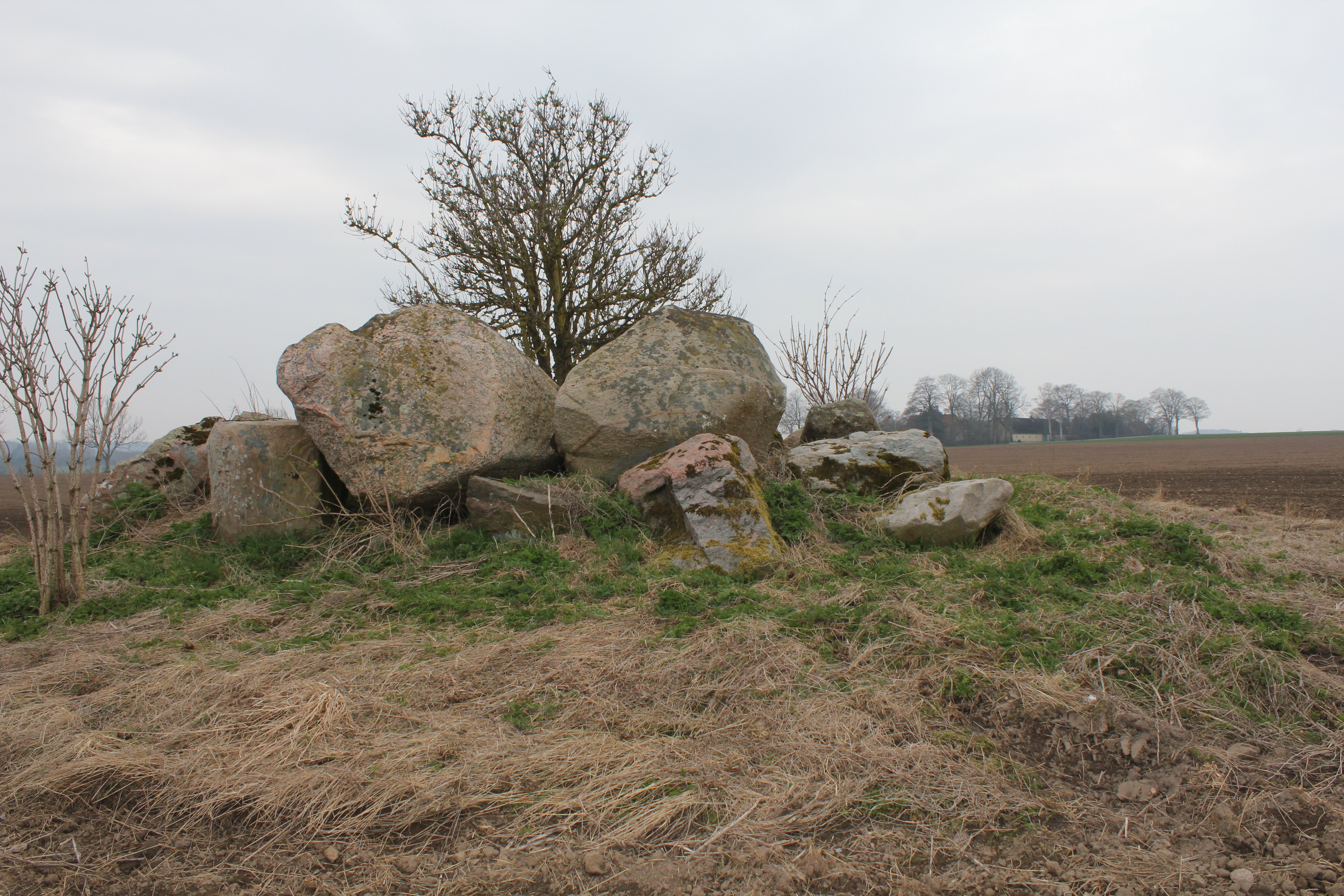
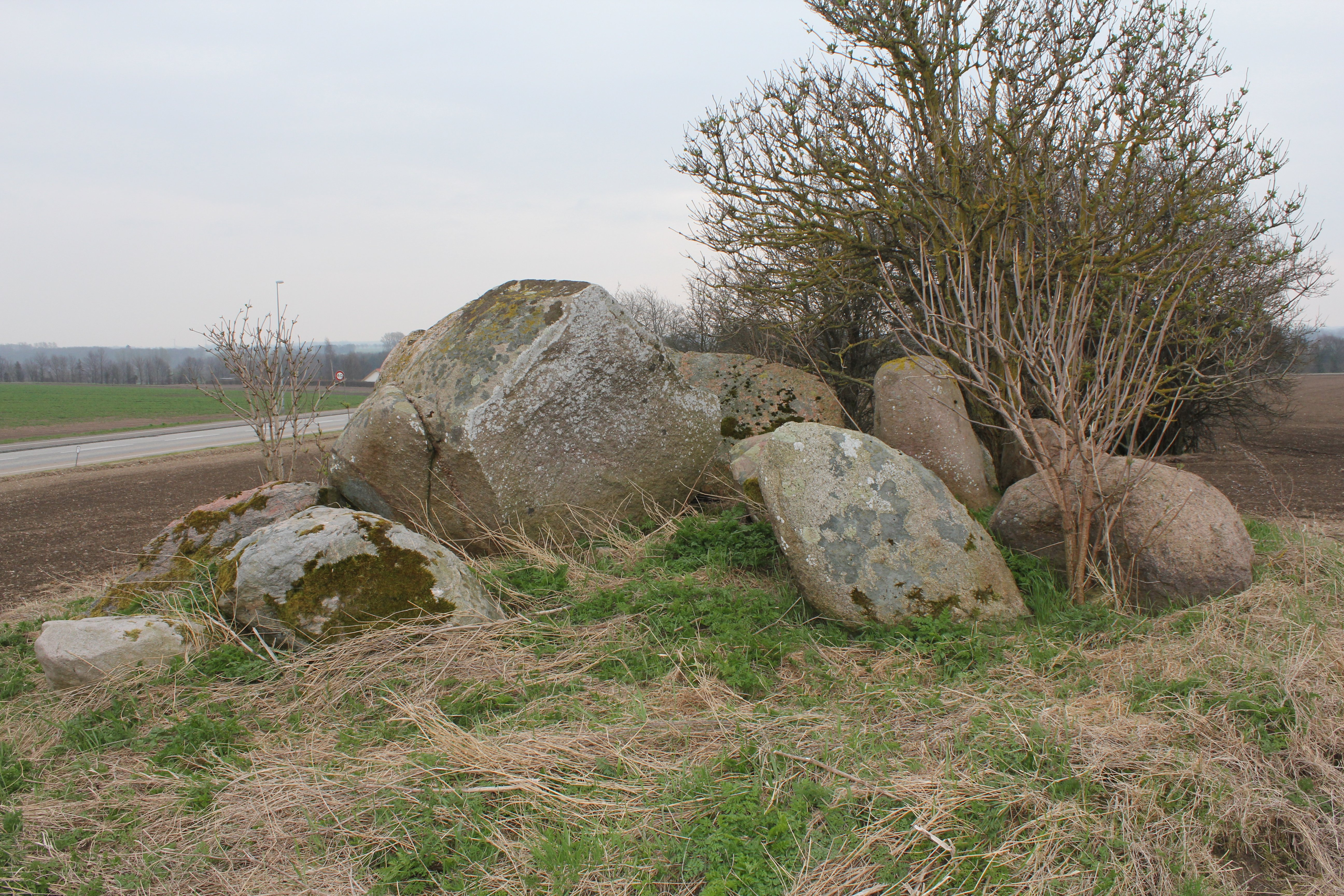
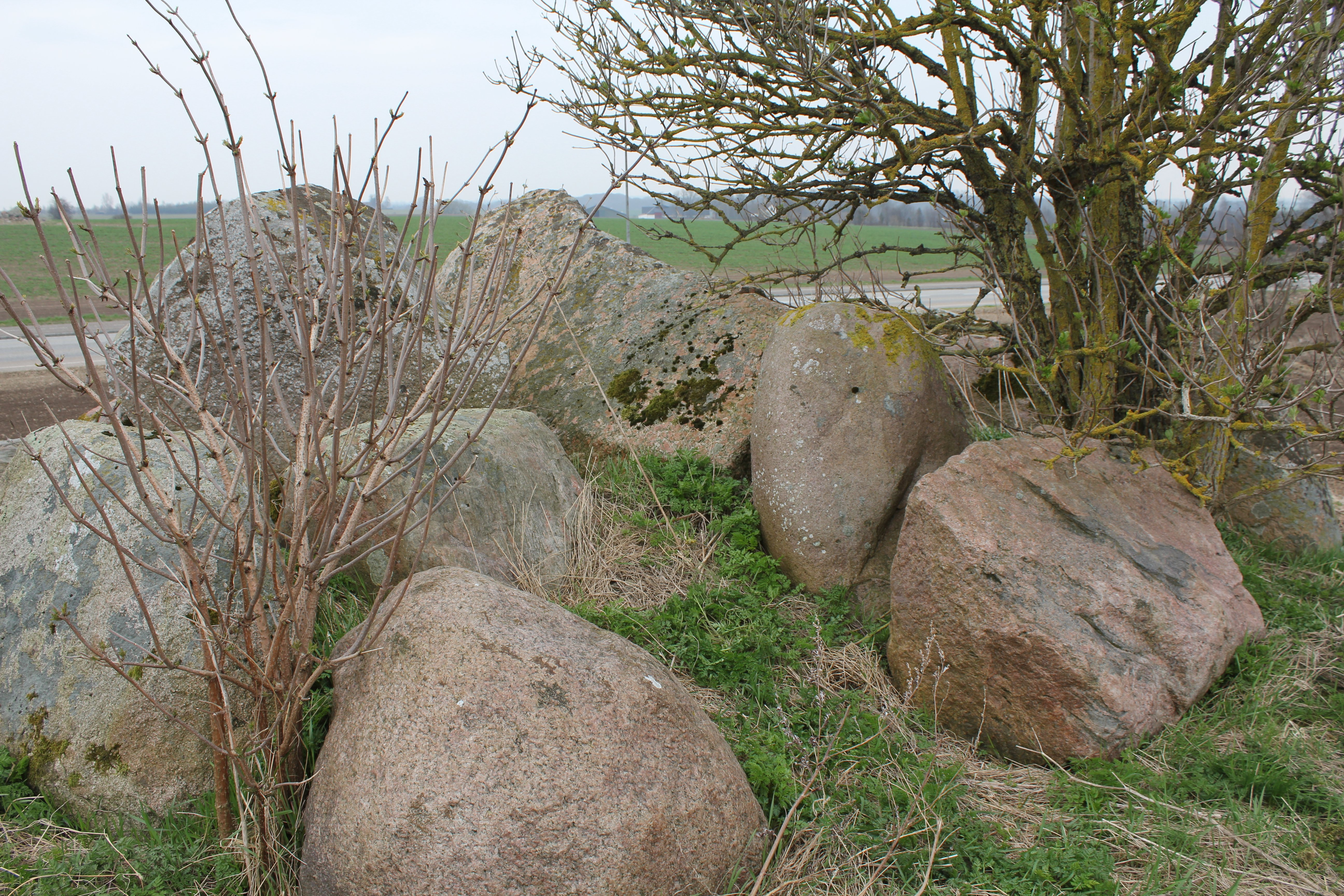

### Dolmen
Der freistehende Dolmen liegt im Feld östlich der Straße. Der Deckstein liegt zwischen den fünf nach außen verkippten Tragsteinen. Auf dem Deckstein befinden sich zwei Schälchen. Der Rundhügel hat etwa 6,9 m Durchmesser.